# Dave Greenslade
Dave Greenslade (* 18. ledna 1943) je britský klávesista. Hrál ve své vlastní skupině Greenslade a dalších skupinách jako Colosseum, If a Thunderbirds Chris Farlowea.
Narodil se ve Woking, Surrey, Anglie. K jeho dílu patří Cactus Choir, The Pentateuch of the Cosmogony a Music from the Discworld. Dále to je hudba k televizním seriálům Television BBC Gangsters (1975–1978), Bird of Prey (1982–1984) a A Very Peculiar Practice (1986).
Dave Greenslade stále působí ve skupině Colosseum, která se v roce 1971 rozpadla a znovu dala dohromady v roce 1994.

## Alba

### Colosseum
- Those Who Are About to Die Salute You (1969)
- Valentyne Suite (1969)
- Daughter of Time (1970)
- Colosseum Live (1971)

### Greenslade
- Greenslade (1972)
- Bedside Manners Are Extra (1973)
- Spyglass Guest (1974)
- Time and Tide (1975)
- Live
- Large Afternoon (2000)
- Greenslade 2001 - Live the Full Edition (2002)

### Solo
- Cactus Choir (1976)
- The Pentateuch of the Cosmogony (1979)
- From The Discworld (1994)
- Going South (1999)
- Routes/Roots (2011)